# Sacred
Sacred er et computerbaseret rollespil (RPG) udviklet af det tyske firma Ascaron. Spillet er et af de mest omfattende inden for RPG-genren[kilde mangler].
Spillet foregår i en fiktiv verden kaldet "Ancaria". Gameplayet er forskelligt alt efter om der spilles singleplayer eller multiplayer. 
Ved singleplayer vælges der en karakter, som skal løse forskellige opgaver, mens man bevæger sig rundt i Ancaria. Nogle opgaver er en del af spillets hoved-historie, og skal derfor løses for at man komme videre i gameplayet. Hovedhistorien er et klassisk "kampen mellem godt og ondt"-plot. Andre opgaver er tilknyttet bi-historier, og derfor valgfrie at gennemføre.
Ved multiplayer spiller flere sammen over internettet eller LAN. Her er kun opgaverne fra bi-historierne tilgængelige, da formål her ikke er at komme gennem hovedhistorien, men at udvikle sin karakter mest muligt (levels) og/eller udforske mest muligt af Ancarnia. Der kan spilles hardcore – dvs. at éns karakter kun har ét liv – eller softcore – dvs. at éns karakter kan genoplives, hvis den dør. 
Man kan spille seks forskellige klassiske karakterer: Wood elf (skovelver), Dark elf (mørkelver), Battle mage (magiker), Vampiress (kvindelig vampyr), Gladiator, Seraphim (en race der nedstammer fra engle), udvidelsen underworld (underverden) tilføjer to mere Dwarf (dværg) og Deamon (dæmon).